# St George’s Church (Fons George)

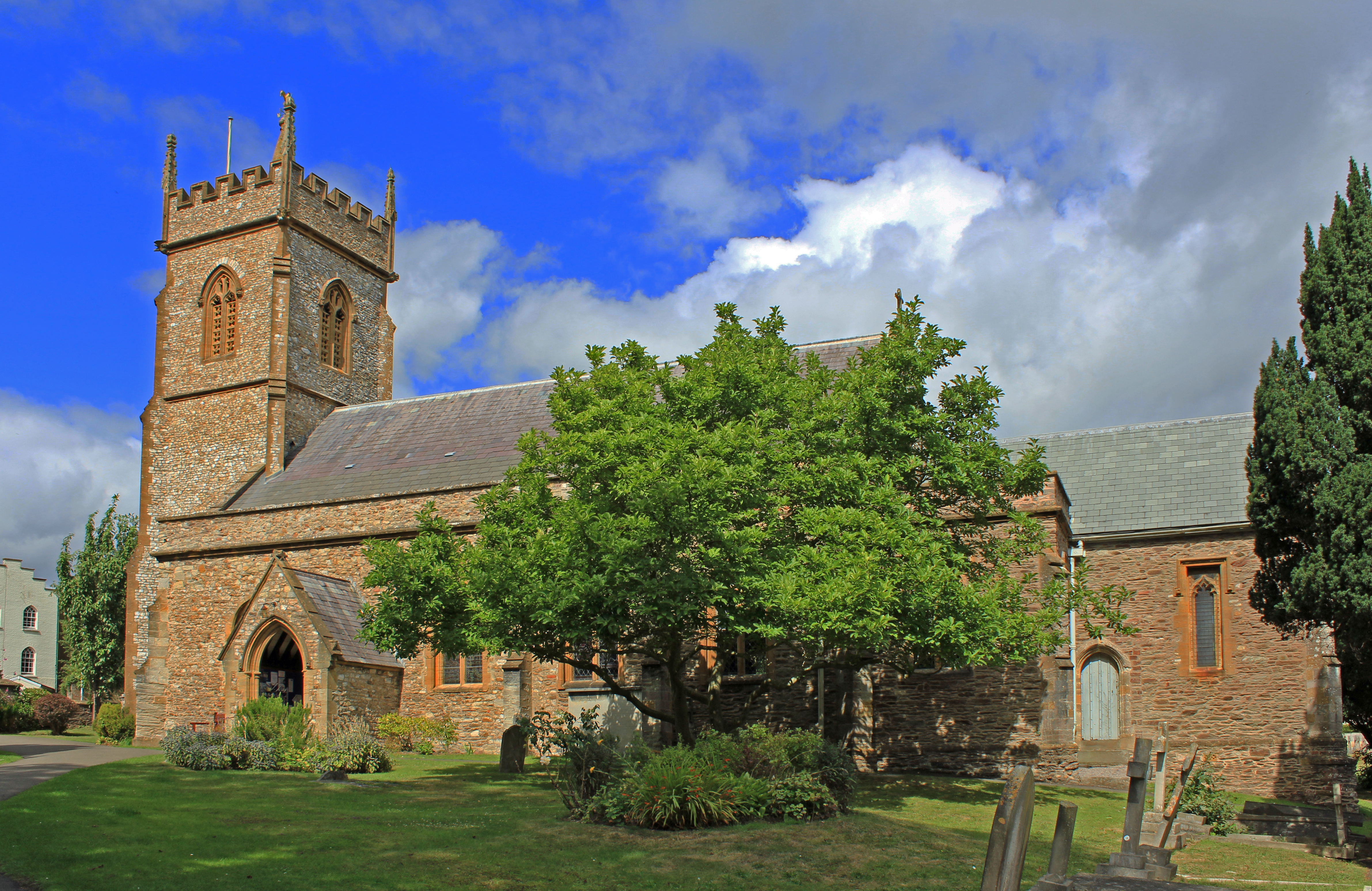
St George’s Church

Die St George’s Church ist ein anglikanisches Kirchengebäude in Taunton, Somerset, England, dessen Anfänge in die Zeit der Sachsen in England zurückreichen. Die Kirche ist die Pfarrkirche für Wilton und liegt in der Diözese von Bath und Wells; sie ist ein Listed Building im Grade II*.

## Nutzung
Die Kirche gehört zur Church of England und ist die Pfarrkirche von Wilton im Dekanat Taunton in der Diözese von Bath und Wells.

## Geschichte und Architektur
Während der Zeit der angelsächsischen Besiedlung Englands bestand hier eine Kapelle, und um das 11. Jahrhundert wurde ein Turm hinzugefügt. Um 1308 unterstand Wilton der Taunton Priory, und die Seelsorge unterstand dem Pfarrer von St Mary Magdalene in Taunton. Durch Richard Carver wurde die Kirche Ende der 1830er Jahre umfassend erneuert und erweitert. Dabei wurden zwei Joche zum Kirchenschiff und zwei Kapellen im Chor hinzugefügt, jeweils im neugotischen Stil. Der Turm wurde 1853 niedergerissen und neuerbaut, und 1870 führte J. Houghton Spencer im Inneren weitere Umbauten aus.
Obwohl Teile der Kirche noch das Mauerwerk aus der angelsächsischen Zeit mit langen und kurzen Steinen aufweisen, ist der größte Teil des Bauwerks gotische Architektur des 19. Jahrhunderts, die im Zuge von Carvers Arbeiten entstand. Der Kirchturm entspricht wie bei vielen anderen Dorfkirchen in Somerset dem Perpendicular Style; er hat zwei Stockwerke und diagonal gesetzte Strebepfeiler, zwei Fensteröffnungen für die Glocke und eine bewehrte Brüstung. Die Sakristei  ist etwas jünger, sie entstand um die Wende zum 20. Jahrhundert. Die Kirche ist aus Bruchsteinen  und behauenen Steinen gebaut, und das Dach ist aus Schiefer.